# Miltochrista celebesa
Miltochrista celebesa är en fjärilsart som beskrevs av Willie Horace Thomas Tams 1935. Miltochrista celebesa ingår i släktet Miltochrista och familjen björnspinnare. Inga underarter finns listade i Catalogue of Life.